# Troupe de La Monnaie en 1715

## Composition de la troupe duThéâtre de la Monnaieen1715
L'année théâtrale commence le 22 avril 1715 et se termine le 29 février 1716.
| Acteurs et chanteurs | Actrices et chanteuses |
| -------------------- | ---------------------- |
| André                | André                  |
| Creté                | Aubert                 |
| Demore               | Creté                  |
| Fiévet               | Demore                 |
| L'Abbé               | d'Huqueville           |
| Lavigne              | Lambert                |
|                      | Potier                 |
| Danseurs             | Danseuses              |
| Bauwens              | Aubert                 |
| Bax aîné             | Beaufort               |
| Bax cadet            | Cremers                |
| Fonseca              | Desclaux               |
| Perez                | Dimanche               |
| Pigeon               | Robert                 |
| Van Wichel           | Waubins                |

### Source
- Livret des Nouvelles fêtes vénitiennes, Bruxelles, 1715.